# Ajt Mallul
Ajt Mallul (arab. آيت ملول, Āyt Mallūl; berb. ⴰⵢⵜ ⵎⵍⵍⵓⵍ, Ayt Mllul; fr. Âït Melloul) – miasto w zachodnim Maroku, w strefie podmiejskiej Agadiru, w regionie Sus-Massa-Dara, w prefekturze Inazkan-Ajt Mallul. W 2004 roku liczyło ok. 130 tys. mieszkańców.